# Grey Mouse
Grey Mouse — российская рок-группа, в творчестве которой переплелись элементы гранжа, психоделического, прогрессивного, экспериментального рока и стоунера.

## История
Алексей Чунихин основал коллектив в конце 90-х годов и с тех пор остаётся его бессменным участником. Состав группы часто менялся. За время своего существования группа, с разным составом участников, записала и выпустила пять студийных альбомов: “No masks” – 2005г (Jagi Jagi Records), "Blind and Ugly" 2008 г. (BRP Records), “Trip” 2012 г (BRP Records (CD), «69 WATT», Anazitisi Records (LP)), “Animalism” – 2015 г. (Soyuz music), “Gaddafi's Crying” – 2015 г. (Soyuz music). Первые два альбома были записаны стандартным составом инструментов: вокал, гитара, бас и барабанный сет. Третий же альбом "Trip" представляет собой «блюз-роковую основу активно размываемую абразивом из этнической музыки и шумовых экспериментов».  Одна из песен с альбома “Trip”, инструментальная композиция, под названием «Snow (Spiral Walk)» приняла участие в музыкальном сборнике «Psychedelic World Music, Discovery,vol.1» американского лейбла Trail Records, на котором представлен жанр психоделии группами из разных стран (официальный релиз (на CD) состоялся 6 августа 2012 г). Также в июне 2014 года “Trip” был выпущен на виниле с помощью греческого лейбла «69 WATT» (Anazitisi Records). Наряду с песенным жанром, Grey Mouse также активно экспериментируют с шумовой и фоновой музыкой. Группа сотрудничала с кино-клубом «Арт-Кино», вживую озвучивала фильмы мастеров немого кинематографа начала 20 века — так называемые «живые киносеансы» (например, шедевр Роберта Вине — Кабинет доктора Калигари (Das Cabinet des Dr. Caligari) 1920 г. Grey Mouse играли по России и на Украине, но им было отказано дать концерт в Белоруссии. Местные чиновники заявили, что их музыка может «вызвать депрессивные настроения».Альбомы: “Animalism” и “Gaddafi's Crying” были выпущены российским лейблом Soyuz music. Компиляция из треков с этих альбомов была выпущена на пластинках (под названием “Twisted Tango”) греческим лейблом “Musicbazz”.
11 сентября 2020 года группа выпустила сингл “Better Than Me”.  А позднее, 7 мая 2021 года, альбом "A Moment of Weakness". Новый материал коллектива отличает харизматичный вкрадчивый мужской вокал в обрамлении отрешенных кантри-блюзовых пассажей гитары и готического звучания виолончели.

## Дискография

### Альбомы
- «No Masks» 2005 г.
- «Blind and Ugly» 2008 г.
- «Trip» 2012 г.
- «Animalism» 2014 г.
- «Gaddafi’s Crying» 2014 г.
- «A Moment of Weakness» 2021 г.

### Синглы
- «Animalism» 2014 г.
- «Better Than Me» 2020 г

### Сборники
- «Psychedelic World Music, Discovery, vol.1» 2012 г.

## Состав

### Текущий состав
- Виктория Барсукова- вокал
- Алексей Чунихин — бас
- Кирилл Чунихин — барабаны, перкуссия
- Перехов Сергей-ситар
- Макс Шутиков — ситар, диджериду, варган, каоссилятор, бэк-вокал

### Бывшие Участники
- Герман Алешин (гитара, Drone)
- Антон Орлов (гитара)
- Дмитрий Рыбачев (гитара) R.I.P.
- Алексей Яровой (гитара\вокал)
- Арсений Федоров также именуемый как Arseniy Fedorov или Arseny Fedorov (гитара)
- Дмитрий Кирьяков (гитара)
- Роман Ориненко (гитара)
- Андрей Баталин (гитара)
- Кирилл Железнов (вокал)
- Роман Поталицин (вокал\гитара) R.I.P.
- Дориан (Н.Митенков) (вокал)
- Елена Гимбицкая (вокал)